# 印度斑嘴鸭
，属鸭科动物。

## 特征
体大（60厘米）深褐色鸭。头色浅，顶及眼线色深，嘴黑而嘴端黄且于繁殖期黄色嘴端顶尖有一黑点为本种特征。喉及颊皮黄。白色的三级飞羽有时停栖时可见，飞行时甚明显。两性同色，但雌鸟较黯淡。虹膜褐色，嘴黑色而端黄，脚珊瑚红。

## 分布
印度、巴基斯坦、尼泊尔、不丹、孟加拉国、缅甸、泰国、老挝、柬埔寨、越南、中国大陆、香港。

## 食物
杂食种子、水草、昆虫。